# Xyphosia punctigera
Xyphosia punctigera är en tvåvingeart som först beskrevs av Daniel William Coquillett 1898.  Xyphosia punctigera ingår i släktet Xyphosia och familjen borrflugor. Inga underarter finns listade i Catalogue of Life.